# 円盛院
円盛院（えんせいいん、元和4年10月16日（1618年12月2日） - 延宝6年10月7日（1678年11月20日））は、江戸時代初期から中期にかけての女性。本多忠刻と千姫の娘。池田光政の正室。名は勝姫（かつひめ）。

## 生涯
- 元和4年10月16日（1618年12月2日）、本多忠刻と千姫の間に誕生。弟に幸千代丸。
- 元和9年（1623年）7月、池田光政の元服を機に外祖父徳川秀忠あるいは叔父徳川家光の養女となり婚約。
- 寛永5年1月16日（1628年2月20日）、江戸城を出て池田家上屋敷にて輿入れ。
- 寛永9年8月18日（1632年10月1日）、光政と共に備前国に入国した。また水害などで財政的に危機に見舞われ、母・天樹院（千姫）に頼み、黄金5万枚、銀2万枚を光政に寄付した。
- 寛永11年（1634年）、奈阿姫（後の本多忠平室）を出産。奈阿姫は後に茨城県常総市の弘経寺に紺紙金泥浄土三部経を書写し奉納した。
- 寛永13年（1636年）、通姫（後の一条教輔室）を出産。寛永15年（1638年）、池田綱政を出産。また、時期は不明だが、娘2人（後の榊原政房室、中川久恒室）を出産した。
- 延宝6年（1678年）10月7日、夫に先立ち死去。池田家墓所に埋葬された。法名は円盛院明誉光嶽泰崇大姉。

## 一族
- 父：本多忠刻
- 母：千姫
- 夫：池田光政
- 子供
  - 奈阿姫（本多忠平室、戒名は慈雲院殿梵音艸海大姉）
  - 通姫（一条教輔室）
  - 池田綱政
  - 富幾（榊原政房室）
  - 中川久恒室
- 兄弟
  - 幸千代
- 祖父母
  - 本多忠政・熊姫
  - 徳川秀忠・江
- 叔父・伯叔母
  - 本多政朝・本多忠義・国姫（堀忠俊・有馬直純正室）・亀姫（小笠原忠脩・小笠原忠真正室）
  - 豊臣完子・珠姫・勝姫・長丸・初姫・徳川家光・徳川忠長・東福門院和子・保科正之

## 登場作品
- 千姫絵姿
- 長七郎江戸日記（1988年、日本テレビ、スペシャル「千姫有情、母ありき」、演：加納みゆき）